# رابرت پگی
رابرت پگی (انگلیسی: Robert Péguy؛ ۱۴ دسامبر ۱۸۸۳ – ۲۱ ژوئیه ۱۹۶۸) کارگردان فیلم، فیلم‌نامه‌نویس، و هنرپیشه اهل فرانسه بود.